# Bahattin Sofuoğlu (Rennfahrer, 1978)
Bahattin Sofuoğlu (* 1. Januar 1978 in Adapazarı; † 25. Oktober 2002 ebenda) war ein türkischer Motorradrennfahrer.

## Leben
Bahattin Sofuoğlu stammte aus einer Rennfahrerfamilie. Als Sohn eines Motorradmechanikers begann er 1997 im Alter von 19 Jahren mit dem Rennsport. Während seiner kurzen, aber erfolgreichen Karriere gewann er in den Jahren 1999, 2000 und 2001 dreimal hintereinander auf Honda die türkische Motorrad-Straßenmeisterschaft in der Kategorie Supersport 600 Klasse A.
Sofuoğlu starb am 25. Oktober 2002 im Alter von 24 Jahren, als er beim Überqueren der Straße von einem Auto angefahren wurde. Seine beiden Brüder Sinan und Kenan wurden ebenfalls als Motorradrennfahrer bekannt.